# Tiburcio Aldao
Tiburcio Aldao (Santa Fe, 11 de agosto de 1816 - junio de 1871) fue un político argentino que se ejerció diversos cargos públicos en la Provincia de Santa Fe, de la cual fue varias veces gobernador delegado.

## Biografía
Era hijo de Joaquina Rodríguez y de Pedro de Aldao, un miembro del cabildo que apoyó la Revolución de Mayo. Tras la muerte de éste, durante la década siguiente su madre se casó con Domingo Cullen, que fue ministro y gobernador de Santa Fe.
Se dedicó al comercio y fue empleado público. Cuando su padrastro huyó de Santa Fe, rechazado de la gobernación por los federales, se exilió con su madre en Montevideo. Allí recibió la noticia del fusilamiento de Cullen, y se hizo amigo del general Juan Lavalle.
En 1843 se enroló en el ejército para la defensa contra el Sitio de Montevideo por las fuerzas de Manuel Oribe. Dos años más tarde se unió a la flotilla de Jorge Cardassy y Giuseppe Garibaldi, que remontó el río Uruguay y provocó el saqueo de la villa de Gualeguaychú.
Ya instalado en Santa Fe después de la Batalla de Caseros, fue elegido diputado provincial. Durante las sesiones del Congreso Constituyente de Santa Fe fue comandante militar de las fuerzas que escoltaban y protegían a los diputados y a la sala de sesiones, permanentemente amenazadas de un posible contraataque de las milicias del Estado de Buenos Aires. Aunque no era abogado, fue nombrado juez de comercio, y en 1857 fue presidente de la corte provincial de justicia.
El gobernador federal Pascual Rosas lo nombró gobernador delegado en 1861, poco después de la Batalla de Pavón, debido a que se lo consideraba aliado del vencedor, Bartolomé Mitre. No obstante, este lo obligó a ceder el poder a su medio hermano Tomás Cullen. Al año siguiente fue elegido gobernador otro medio hermano suyo, Patricio Cullen, que lo nombró su secretario personal.
El gobernador Nicasio Oroño lo nombró jefe político de la capital en 1865, y poco posteriormente ejerció varias semanas como gobernador delegado.
Contribuyó a la instalación de colonias de chacareros extranjeros y a la educación secundaria. Cedió su estancia de Guadalupe para una colonia agrícola.
Murió en Santa Fe en junio de 1871, probablemente víctima de la epidemia de fiebre amarilla. Fue padre, entre varios hijos, de otro Tiburcio Aldao, destacado promotor de la colonización agrícola, y de Ricardo Aldao, gobernador de la provincia de Santa Fe entre 1924 y 1928.